# 和歌山県道237号宇久井港線
和歌山県道237号宇久井港線（わかやまけんどう237ごう うくいこうせん）は、和歌山県東牟婁郡那智勝浦町を通る一般県道である。

## 概要
宇久井港から東牟婁郡那智勝浦町大字宇久井に至る。

### 路線データ
- 起点：和歌山県東牟婁郡那智勝浦町大字宇久井（宇久井港）
- 終点：和歌山県東牟婁郡那智勝浦町大字宇久井（宇久井港口交差点、国道42号交点）
- 実延長：1.188 km

## 歴史
本路線は、道路法（昭和27年法律第180号）第7条の規定に基づき、一般県道として1964年（昭和39年）に認定された。

### 年表
- 1964年（昭和39年）4月1日 - 和歌山県が一般県道として宇久井港線を認定[1]。

## 地理

### 通過する自治体
- 和歌山県
  - 東牟婁郡那智勝浦町

### 交差する道路
| 交差する道路 | 交差する場所 | 交差する場所            |
| ------------ | ------------ | ----------------------- |
| 国道42号     | 大字宇久井   | 宇久井港口交差点 / 終点 |

### 沿線
- 宇久井港
- 那智勝浦町立宇久井中学校